# Antonio Isopi
Antonio von Isopi (* 5. Februar 1758 in Rom; † 3. Oktober 1833 in Ludwigsburg) war ein römischer Bildhauer und Stuckateur des Klassizismus am württembergischen Hof.

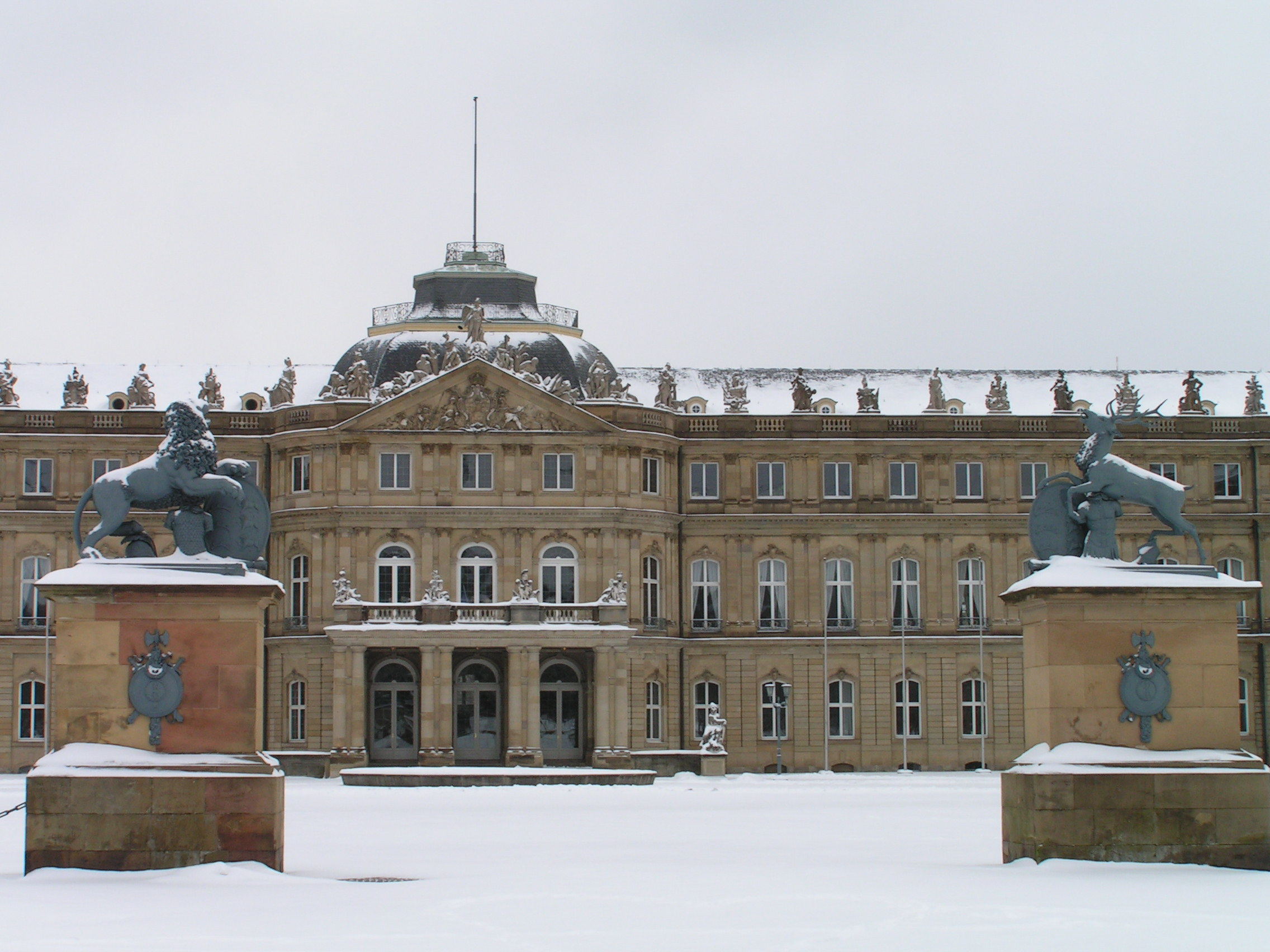
Löwe und Hirsch, Schloßplatz Neues Schloss Stuttgart

Antonio Aloysius Petrus Isopi lebte und arbeitete zunächst in seiner Heimatstadt als Bildhauer und spezialisierte sich bald auf die Restaurierung von Kunstwerken der Antike, Ornamentik und Tierdarstellungen. Die württembergischen Wappentiere Hirsch und Löwe aus Wasseralfinger Eisenguss sind sein Hauptwerk. Diese beiden Kolossal-Figuren stehen noch heute als markantes Wahrzeichen auf dem Schloßplatz vor dem Neuen Schloss in Stuttgart.

## Herkunft
Antonio war der dritte Sohn der Eheleute Silvestro und Geltrude Isopi, geb. Orlandi. Silvestro Isopi war seit 1753 Diener des Don Giuseppe Finali, eines Geistlichen der päpstlichen Kurie. Den Eheleuten Geltrude und Silvestro Isopi wurden zwischen 1754 und 1772 elf Kinder geboren, von denen jedoch nur vier das Erwachsenenalter erreichten.
Die Familie lebte anfangs in den die Fontana di Trevi umgebenden Gässchen im Zentrum Roms. Seit Antonios zehntem Geburtstag bis zu seinem Weggang nach Württemberg mit 35 Jahren wohnten sie in einem angeschlossenen Bedienstetenflügel der einstigen Sommerresidenz des Papstes, des Palazzo Apostolico Quirinale – heutiger Sitz des italienischen Staatspräsidenten.

## Werdegang
Isopi erfuhr seine Ausbildung bei den Bildhauern Francesco Franzoni (Carrara 1734–1818 Rom) und Lorenzo Cardelli (Rom 1733–1794 Rom). Der römische Kunstbetrieb, die Wiederentdeckung und Restaurierung der antiken Skulpturen, das Wirken Bartolomeo Cavaceppis als Bildhauer und Restaurator beeinflussten die Entwicklung von Isopis Stil ebenso sehr wie seine Ausbildung bei Franzoni und Cardelli. Mit ihnen arbeitete er in der Villa Borghese (Fontana dei Cavalli marini, Tempietto di Diana) und im Museo Pio Clementino (Sala dei candelabri, Sala degli animali) zusammen. Cardellis Werkstatt lag Tür an Tür mit der Antonio Canovas, des damals aufsteigenden Sterns am Kunsthimmel.
Franzoni, der aus einer alteingesessenen Steinhauer-Familie aus Carrara stammte, die Besitz in den dortigen Marmorbrüchen hatte, avancierte in dieser Zeit zum führenden Antikenrestaurator der päpstlichen Sammlungen im Vatikan. Mehrmals besuchte Papst Pius VI. persönlich das Atelier Franzonis in der Vicolo della Purificazione.
Seit den 1780er-Jahren besaß Isopi einen eigenen Werkstatt- und Ausbildungsbetrieb in Rom. Die erlernte Bildhauer-, Restaurierungs- und Verzierungskunst lehrte er nun selbst. Dies war für seine spätere Tätigkeit am württembergischen Hof sehr förderlich.

## Höfische Verpflichtung in Stuttgart

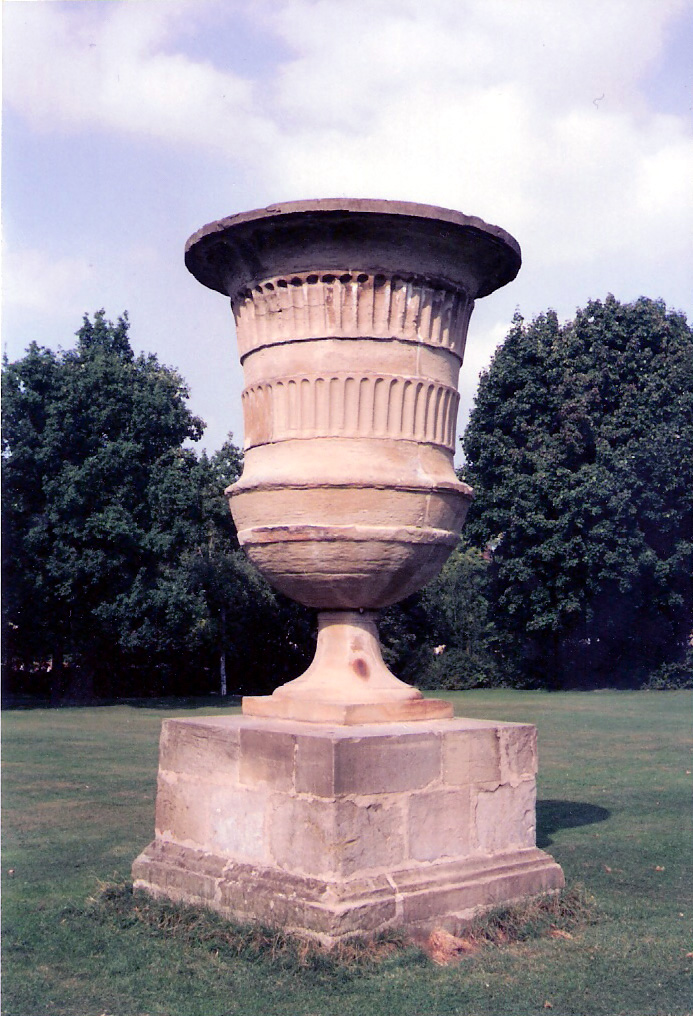
Monumentalvase Schlosspark Ludwigsburg

Der Resident (Botschafter) des Herzogs Carl Eugen von Württemberg beim Heiligen Stuhl, Gaetano Marini, vermittelte den römischen Bildhauer als Ornamentist und Tierbildner nach Stuttgart an den Herzogshof. Er sollte als Professor an der Hohen Carlsschule die württembergische Jugend im „Stein schneiden“ unterrichten. Doch daraus wurde nichts, da der Isopi nach Stuttgart berufende Herzog Carl Eugen kurz nach Ankunft des Römers in Württemberg verstorben war. In der Folge wurde die Hohe Carlsschule aufgelöst.
Seit 1795 gehörte Isopi der „Residenz-Bau-Deputation“ an und arbeitete in den Schlössern in Stuttgart, Hohenheim, Ludwigsburg, Favorite und Monrepos. Die Qualität der Stuckarbeiten in den Schlössern erweckte selbst Goethes Interesse, der Isopi gerne für Weimar verpflichtet hätte. Geschätzt war auch das Talent, das der römische Spezialist bei der filigranen Steinbearbeitung im klassizistischen Dekor an Prunkvasen und Grabdenkmalen zeigte sowie bei der detailgetreuen Tierdarstellung.
Ab 1810 baute Isopi in Ludwigsburg eine Kunstschule auf, die der Porzellanmanufaktur angeschlossen war.

## Künstlerische Freiheit

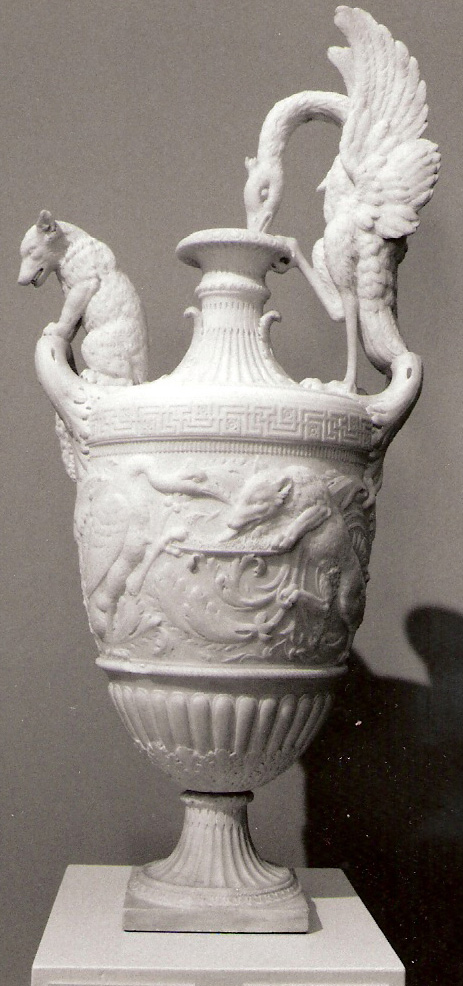
Ziervase mit Fuchs und Storch

Isopis Spezialisierung auf das dekorative Marmorfach ließ ihn ohne Konkurrenz. Mit der Veröffentlichung von Entwürfen für Vasen, Urnen, Brunnen, Grabmale oder ornamentalen Gartenschmuck errang er damals großen Ruhm.
Portraitmedaillons von Schillers Jugendfreund Friedrich Wilhelm von Hoven und dessen Ehefrau Heinrike legen Zeugnis ab von der Sorgfalt und Präzision, mit der er seine Arbeiten sowohl in Gips und Alabaster als auch in Marmor ausführte.

## Weimar: Goethes Auftrag
Nach Goethes Besuch in Schloss Hohenheim im September 1797 versuchte er, den römischen Bildhauer und Stuckateur für Weimar zu gewinnen. Isopi sollte am Wiederaufbau des 1774 abgebrannten Weimarer Schlosses mitwirken, was 1798/99 verwirklicht wurde.

## Künstlerinstitut in Ludwigsburg
Von 1809 bis zu seinem Tod wirkte Antonio Isopi meist in Ludwigsburg. Besonders herausragend ist seine Lehrtätigkeit am Künstlerinstitut, das er 1810 selbst gründete. Diese Einrichtung war der Porzellanmanufaktur angegliedert, für die Isopi Nachwuchskräfte ausbilden sollte. Zugleich lieferte er Modelle und Vorlagen für Arbeiten in Porzellan und Metall.
Isopis Lehrinstitut war für die künstlerische Ausbildung in Württemberg sehr bedeutsam und ihr richtungweisender Impuls für die dann erst 1829 in Stuttgart gegründete Kunst- und Gewerbeschule kann kaum überschätzt werden, war doch das Isopische Lehrinstitut über Jahre die einzige Ausbildungsstätte für Künstler im ganzen Land. Das „Jahr ohne Sommer“ nach dem Ausbruch des Vulkans Tambora in Indonesien im April 1815 führten zu Engpässen in der württembergischen Staatskasse; unter König Wilhelm I. von Württemberg wurde das Institut deshalb 1817 aufgehoben.
Die erfolgreichsten Schüler des Isopischen Künstlerinstituts waren Johann Ludwig Hofer und Ernst Mayer, die beide später im Ausland, nämlich in München, ihr Glück machten. Hofer war sogar eine Karriere als Hofbildhauer beschieden. Mayer brachte es bis zum Professor an der Polytechnischen Schule in München, wo er im Alter von 47 Jahren früh verstarb.

## Wasseralfingen: Hirsch und Löwe, erster monumentaler Eisenguss in Württemberg

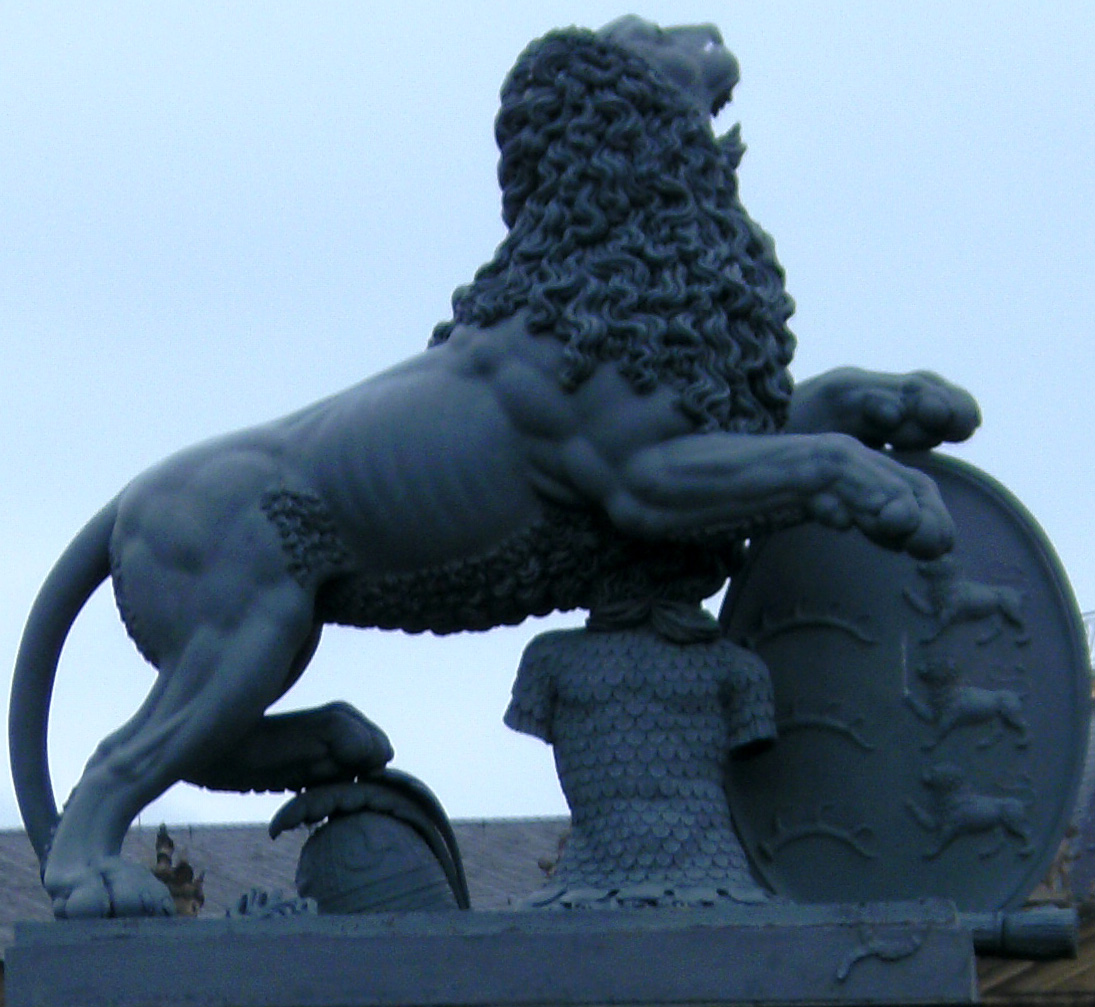
Löwe, Vorderseite

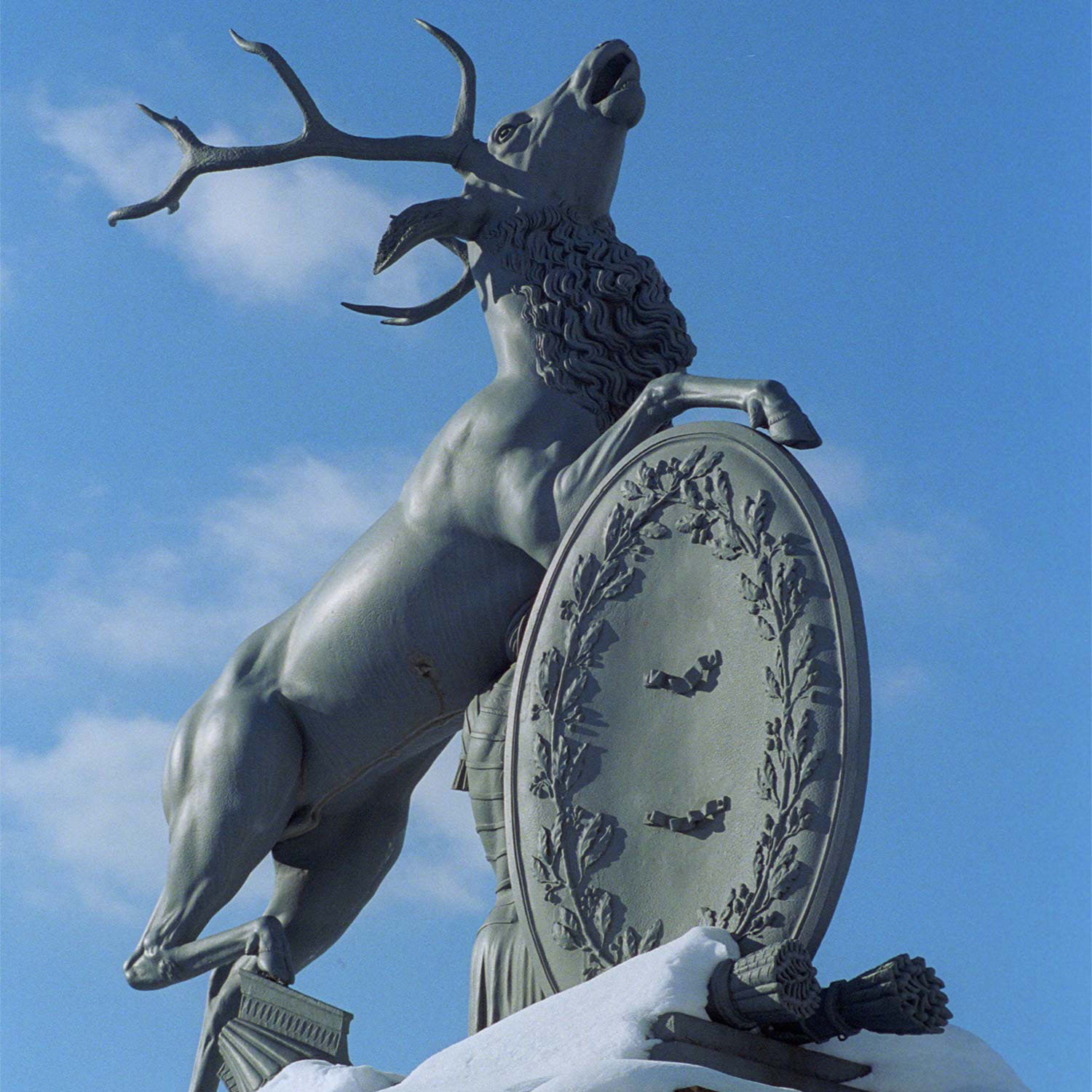
Hirsch, Rückseite

Nachdem Württemberg 1806 zum Königreich erhoben worden war, erteilte König Friedrich seinem nunmehr königlichen und geadelten Hofbildhauer Isopi den Auftrag, repräsentative Großplastiken der württembergischen Wappentiere Hirsch und Löwe zu schaffen; neue Machtverhältnisse verlangten nach neuen Repräsentationsformen.
Isopis Assistent Ernst Mayer, „Pionier des Eisenkunstgusses“, verbrachte 958 Arbeitstage im  Hüttenwerk Wasseralfingen allein mit der Erstellung von Gussformen für die beiden Wappentiere. Das technisch aufwändige Verfahren glückte nach einer über fünf Jahre dauernden Zeit des Experimentierens mit der Herstellung der Plastiken in Wasseralfingen. Hierbei hatten Isopi, sein Assistent Mayer, der Stuckator Schmidt und der Hüttenamtsverwalter Wilhelm von Faber du Faur zusammengewirkt. Der Ertrag der Mühen, die beiden 1819 fertiggestellten Großplastiken in Eisen, waren eine technische Pionierleistung ihrer Zeit.

## Glyptothek Ludwigs I. von Bayern in München
Im Nachbarland Bayern interessierte man sich für Isopi im Hinblick auf die Restaurierung der Antiken für die von 1816 bis 1830 im Bau befindliche Glyptothek. Ludwig I. berief ihn, der als einziger geeigneter Restaurator im gesamten deutschsprachigen Raum galt. Isopi wirkte von 1818 bis 1820 in München, wohin ihn sein Schüler Ernst Mayer begleitete, der zunächst mit seinem Lehrer, später dann selbständig Antiken für die Glyptothek restaurierte.

## Vermächtnis
Antonio von Isopi war von 1793 bis 1833 vier Jahrzehnte als Hofbildhauer in Diensten von fünf württembergischen Herzögen oder Königen tätig. Neben Johann Heinrich Dannecker und Philipp Jakob Scheffauer war er um 1800 der dritte wichtige Bildhauer am württembergischen Hof. Humanistische Ideale, antike Vorbilder und mediterrane Sinnenfreude inspirierten damals dank Künstlern aus Italien das Kunstschaffen in Württemberg.
Herzog Carl Eugen hatte Isopi nach Stuttgart geholt, doch dessen Neffe, der spätere König Friedrich I. von Württemberg, war über die Jahre sein wichtigster Auftraggeber. Er verlieh Isopi 1812 das Ritterkreuz des Zivilverdienstordens, das mit dem persönlichen Adel verbunden war, und stellte ihn an die Spitze des Künstlerinstituts in Ludwigsburg. Dort vermittelte dieser zahlreichen Schülern die Kunst der Bildhauerei, der Ornamentik sowie der Darstellung von Tieren nach dem Vorbild der Natur.
Hervorragende handwerkliche Perfektion, darstellerisches Können und ästhetische Sensibilität charakterisieren das Werk Isopis. Als Vermittler zwischen italienischem klassizistischem Sinn für Ästhetik und Gestaltungskraft sowie süddeutscher Formvorstellung und Arbeitsweise leistete er einen Beitrag zu den vielfältigen Kunstbeziehungen zwischen Italien und Württemberg.